# Kazba Taourirt
Kazba Taourirt je zgodovinski utrjen rezidenčni kompleks ali kazba (tighremt v Tamazightu) v Ouarzazateju v Maroku.

## Zgodovina
Po ustnem izročilu je kazbo v 17. stoletju najprej zgradila Imzwarn, močna lokalna družina. Bolj gotovo pa je, da je kazbo v 19. stoletju prevzela in razširila družina Glaoui. Na vrhuncu svojega pomena v poznem 19. stoletju je kazba nadzorovala pomembno lokacijo na sotočju več rečnih dolin – vključno z Drao in Dadès – ki so bile del saharskih trgovskih poti. Eden od članov družine Glaoui, Thami El Glaoui, je bil slaven paša Marakeša med celotno francosko kolonialno oblastjo nad Marokom v 20. stoletju.
Po koncu francoske kolonialne vladavine in koncu nadzora Glaouija nad regijo so kazbo postopoma prevzeli skvoterji in začela propadati. Leta 1954 je bila dodana na seznam maroške nacionalne dediščine. Leta 1956 je premoženje prešlo pod maroški državni nadzor, čeprav je bilo lastništvo vrnjeno družini Glaoui v zgodnjih 1960-ih. Leta 1972 je družina Glaoui prodala kazbo občini Ouarzazate.
Mesto je bilo zapuščeno do poznih 1980-ih, ko je bil ustanovljen CERKAS (Centre de Conservation et de Réhabilitation du Patrimoine Architectural Atlasiques et Subatlasiques), ki je začel nadzorovati ohranjanje južnih kazb Maroka. Majhen del kazbe je bil obnovljen v 1990-ih s pomočjo Unesca in je zdaj odprt kot zgodovinska znamenitost. Nekatera neobnovljena območja kazbe še danes naseljujejo družine. Kazba se je pojavila v filmih, vključno z Gladiatorjem in Prince of Persia: The Sands of Time.
Mesto je poškodoval potres septembra 2023, ki je prizadel južni Maroko. Zgodnja ocena škode je poročala o razpokah in delnih zrušitvah v stavbi in okoliški zgodovinski četrti, s tveganjem nadaljnjih zrušitev.

## Arhitektura
Struktura je v veliki meri narejena iz zbite zemlje in blatne opeke in je med najbolj impresivnimi in najbolje ohranjenimi primerki te vrste. Večji del stavb ima tri nadstropja in je zaznamovan z velikimi kvadratnimi ali pravokotnimi stolpi na vogalih, katerih zunanjost je okrašena z geometrijskimi motivi in nišami, kar je značilno za arhitekturo, ki jo najdemo v oaznih regijah južnega Maroka, kjer tradicionalno prevladujejo Berberi. Zunanjost stavbe je opazna tudi po več štrlečih balkonih ali previsnih rizalitih ali balkonih z okni, od katerih nekateri gledajo na vhodno dvorišče, kot tudi več odprtih oken v zgornjih nadstropjih, ki so varovana z železnimi rešetkami. V notranjosti imajo nekatere sobe opazno dekoracijo in tataoui strope iz tkane trstike.
Ena od neobnovljenih stavb, nekdanja kaidova rezidenca, ki izvira predvsem iz časa Kaida Hamadija (na položaju 1882–1939), ima posebej bogato dekoracijo, vključno z izrezljano štukaturo, stenskimi slikami in okrašenimi loki, na katere je vplivala arhitektura maroških kraljevih mest.
- Zgornji zidovi in balkoni kazbe, pogled z vhodnega dvorišča
- Ena od okrašenih sob v obnovljenem delu kazbe
- Strop v eni od sob
- Zunanjost obnovljenega dela kazbe, danes videna z glavne ulice